# Les Mages
Les Mages ist eine französische Gemeinde mit 2.107 Einwohnern (Stand: 1. Januar 2022) im Département Gard der Region Okzitanien. Les Mages gehört zum Arrondissement Alès und zum Kanton Rousson (bis 2015: Kanton Saint-Ambroix).

## Geografie
Les Mages liegt etwa 14 Kilometer nordöstlich von Alès am Auzonnet. Umgeben wird Les Mages von den Nachbargemeinden Molières-sur-Cèze im Norden und Nordwesten, Saint-Ambroix im Norden und Nordosten, Potelières im Osten, Saint-Julien-de-Cassagnas im Südosten, Rousson im Süden und Südwesten sowie Saint-Jean-de-Valériscle im Westen.

## Geschichte
In der ersten Hälfte des 19. Jahrhunderts war die Ortschaft mit seinen zahlreichen Seidenspinnereien und anderen Werkstätten (Glasfabrik usw.) ein wirtschaftliches Zentrum. Um 1850 schlossen jedoch fast alle Einrichtungen ihre Türen.

### Bevölkerungsentwicklung
| Jahr                       | 1962 | 1968 | 1975 | 1982 | 1990 | 1999 | 2006 | 2017 |
| Einwohner                  | 1051 | 1145 | 1127 | 1275 | 1497 | 1511 | 1742 | 2074 |
| Quellen: Cassini und INSEE |      |      |      |      |      |      |      |      |